# Etmopterus virens
 Etmopterus virens és una espècie de peix de la família dels dalàtids i de l'ordre dels esqualiforms.

## Morfologia
- Els mascles poden assolir 23 cm de longitud total.[3][4]

## Reproducció
És ovovivípar.

## Hàbitat
És un peix marí d'aigües profundes que viu entre 100–1000 m de fondària.

## Distribució geogràfica
Es troba des de Texas fins a Florida, el nord del Golf de Mèxic, Nicaragua i Surinam.